# 田中節子
田中 節子（たなか せつこ）は、愛媛県在住のシニア産業カウンセラー、ラジオパーソナリティ。
茨城県笠間市出身。

## ラジオパーソナリティとして

### 過去の番組
以下、いずれも樋口康一と2人でパーソナリティを勤める。
- アナログRADIOあっとまーく
- あっとまーく2005
- 王様の耳?ロバの耳!
- プロフェッサー樋口の堀端シャッフル  2007年4月-2008年3月　毎週日曜日 22:00 - 23:59(JST)
- 青春シャッフル水曜日 2008年4月 - 2008年9月　毎週水曜日 22:00 - 23:59(JST)
- ～ラジオ症候群～土曜はどーよ?!　2008年10月 - 2009年3月 毎週土曜日 21:00 - 21:59(JST)
- プロフェッサー樋口のMR.マンデー　2009年4月 - 2010年9月 毎週月曜日21:00 - 21:59(JST)

## 産業カウンセラーとして
産業カウンセラーの上位資格であるシニア産業カウンセラー及び実技指導者、キャリア・コンサルタント等の資格を保有し、カウンセラー以外に、主に四国（松山）教室で、キャリア・コンサルタント養成講座の実技トレーナー、産業カウンセラー養成講座講師（キャリア・コンサルティング等）を担当した。日本産業カウンセラー協会の講座以外にも、ボイストレーニング講座の講師なども担当していた。

2009年6月までの約4年半、日本産業カウンセラー協会四国支部事務局長を務めた。その後、2009年5月に実施された日本産業カウンセラー協会年次総会において、理事に選任され、その後、日本産業カウンセラー協会会長（代表理事）に就任した。（時期不明。2023年の総会で再任される。）
会長就任後、日本産業カウンセラー協会のYouTube番組「JAICOのごきげんさん」インタビュアーを務める。